# Embouteillage sur la route nationale chinoise 110 de 2010
L’embouteillage sur la route nationale chinoise 110 est un embouteillage s'étendant sur une centaine de kilomètres sur la route nationale chinoise no 110. Depuis sa formation le 14 août 2010 jusqu'à sa disparition quelques jours plus tard il a fait ralentir fortement des milliers de véhicules. Beaucoup de conducteurs ne pouvaient se déplacer que d'un kilomètre par jour ; certains y sont restés bloqués pendant cinq joursInterprétation abusive ?.

## Causes
Le trafic sur cette autoroute a augmenté de 40 % depuis les dernières années, la faisant s'encombrer au fil du temps.
La cause de l'embouteillage de l'autoroute Beijing–Tibet semblait être une montée importante de la circulation de poids lourds se dirigeant vers Pékin ainsi que des travaux sur la route ayant commencé 5 jours plus tard. Ces travaux, qui ont lourdement contribué à cet embouteillage, ne seront pas terminés avant la mi-septembre 2010.

## Création d'une mini-économie
Des commerces locaux situés autour de l'autoroute avaient vendu divers produits, tels que des cigarettes, de l'eau et des nouilles instantanées à des prix en inflation aux conducteurs bloqués. Le prix de l'eau avait été multiplié par dix, celui des nouilles instantanées par trois.

## Disparition
Le 25 août 2010, une équipe de journalistes de l'Agence France-Presse remonte la route nationale 110 afin de se rendre compte du phénomène. Contre toute attente, les journalistes parcourent plus de 200 km sans rencontrer de difficulté majeure de circulation, alors que les travaux censés être à l'origine du problème se poursuivent. Interrogés, les habitants locaux et les autorités chinoises n'arrivent pas à ce moment à expliquer la disparition de l'embouteillage, aussi soudaine que son apparition.